# Consensus Tigurinus

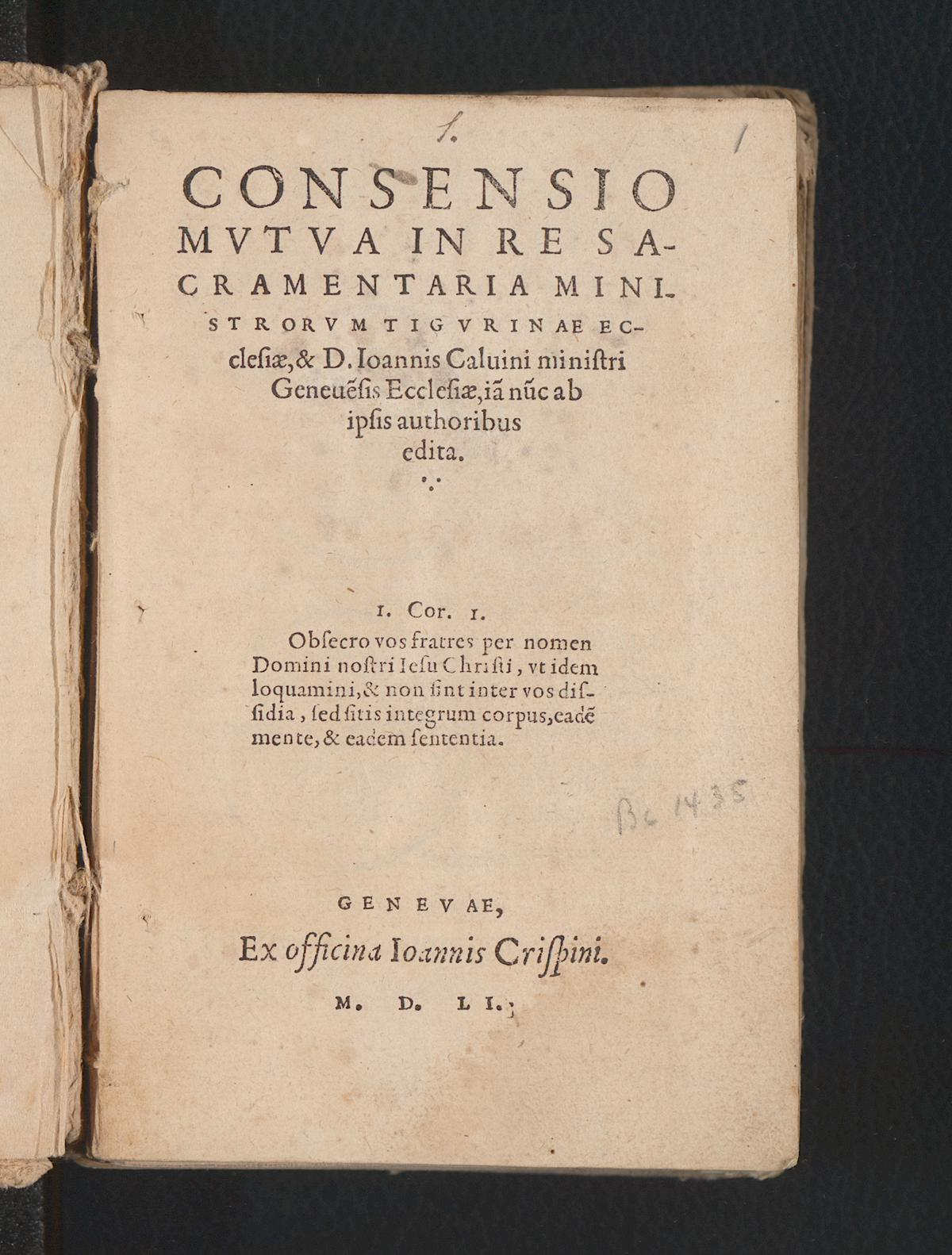
Portada del por Juan Calvino y Enrique Bullinger.

El Consensus Tigurinus o Consenso de Zúrich fue un documento que tuvo como objetivo unir a las Iglesias protestantes en sus doctrinas de los sacramentos, particularmente la Eucaristía (también llamada Cena del Señor). Juan Calvino, que se encontraba entre la visión luterana de la presencia eucarística de Cristo y la visión zwingliana del simbolismo puro, escribió el primer borrador del documento en noviembre de 1548, con notas de Heinrich Bullinger. En el documento, Calvino enfatizó que hay un gran significado en los símbolos sacramentales pero no tiene poder para actuar por sí solo.
Calvino envió el documento a las iglesias suizas, pero el Sínodo de Berna se opuso firmemente a la visión de Calvino. En mayo de 1549, Calvino se reunió con Guillermo Farel y Bullinger en Zúrich, y los tres revisaron el documento que luego tomó su forma final. Fue publicado en Zúrich y Ginebra en 1551. Intentó unir las doctrinas calvinista y zwingliana mientras se oponía a la transubstanciación de la visión católica y la unión sacramental de la visión luterana. Este nuevo texto fue aceptado por las Iglesias de Zúrich, Ginebra, Saint-Gall, Schaffhausen, Grisones, Neuchâtel, y finalmente por la de Basilea, y permitió su acuerdo. Este texto fue recibido favorablemente en Francia, Inglaterra y partes de Alemania, pero mientras Melanchthon declaraba que entendía a los suizos por primera vez y que no iba a volver a escribir contra ellos, fue atacado por Joachim Westphal.